# It's Showtime (kickboksen)
It's Showtime was een kickboks- en mixed martial arts-organisatie gevestigd in Amsterdam, Nederland. Het werd in 1998 opgericht door Simon Rutz. Het eerste evenement werd gehouden in 1999, de laatste was eind 2012.
De organisatie werkte samen met K-1. In juni 2012 werd It's Showtime gekocht door Glory Sports International en vervolgens samengevoegd met hun nieuwe kickboksorganisatie Glory.

## Geschiedenis
De It's Showtime-evenementen werden gepromoot met de Japanse K-1 en andere Europese vechtsportorganisaties uit Italië, België en Engeland. In december 2007 werd het eerste seizoen van It's Showtime Reality Show uitgezonden op Eurosport, met 19 vechters van over de hele wereld. De samenwerking met K-1 duurde voort totdat K-1 in financiële problemen kwam. Oprichter Simon Rutz beweerde in januari 2011 dat sommige vechters van It's Showtime niet waren betaald voor wedstrijden in K-1.
In maart 2012 kondigde It's Showtime aan dat EMCOM Entertainment het nieuwe bedrijf K-1 Global Holdings Ltd. had opgericht in Hongkong. Aanvankelijk werd de samenwerkingsovereenkomst met K-1 onder dezelfde omstandigheden gehandhaafd met de nieuwe eigenaren van het merk, waarbij werd beweerd dat It's Showtime-kickboksers zouden deelnemen aan toekomstige K-1-evenementen. In juni 2012 werd echter aangekondigd dat It's Showtime was gekocht door Glory International Sports en uiteindelijk opging in hun nieuwe promotie Glory.

## Kampioenen

### Zwaargewicht (+95 kg)
| Nr. | Kampioen     | Datum      | Titelverdedigingen |
| --- | ------------ | ---------- | ------------------ |
| 1   | Badr Hari    | 16-5-2009  | 1                  |
| 2   | Hesdy Gerges | 29-5-2010  | 0                  |
| 3   | Daniel Ghita | 28-01-2012 | 0                  |

### Lichtzwaargewicht (-95 kg)
| Nr. | Kampioen     | Datum      | Titelverdedigingen |
| --- | ------------ | ---------- | ------------------ |
| 1   | Tyrone Spong | 29-11-2008 | 0                  |
| 2   | Danyo Ilunga | 06-03-2011 | 3                  |

### Middengewicht (-85 kg)
| Nr. | Kampioen        | Datum      | Titelverdedigingen |
| --- | --------------- | ---------- | ------------------ |
| 1   | Melvin Manhoef  | 29-08-2009 | 0                  |
| 2   | Sahak Parparyan | 21-5-2011  | 0                  |
| 3   | Jason Wilnis    | 10-11-2012 | 0                  |

### Weltergewicht (-77 kg)
| Nr. | Kampioen        | Datum      | Titelverdedigingen |
| --- | --------------- | ---------- | ------------------ |
| 1   | Dmitry Shakuta  | 05-09-2008 | 2                  |
| 2   | Cosmo Alexandre | 13-03-2010 | 1                  |
| 3   | Artem Levin     | 18-12-2010 | 1                  |

### Super lichtgewicht (-73 kg)
| Nr. | Kampioen         | Datum      | Titelverdedigingen |
| --- | ---------------- | ---------- | ------------------ |
| 1   | Yohan Lidon      | 14-05-2011 | 0                  |
| 2   | L’houcine Ouzgni | 28-01-2012 | 0                  |

### Lichtgewicht (-70 kg)
| Nr. | Kampioen      | Datum      | Titelverdedigingen |
| --- | ------------- | ---------- | ------------------ |
| 1   | Murat Direkçi | 08-02-2009 | 1                  |
| 2   | Chris Ngimbi  | 11-12-2010 | 1                  |
| 3   | Andy Souwer   | 30-06-2012 | 0                  |

### Vedergewicht (-65 kg)
| Nr. | Kampioen           | Datum      | Titelverdedigingen |
| --- | ------------------ | ---------- | ------------------ |
| 1   | Hassan El Hamzaoui | 14-03-2009 | 0                  |
| 2   | Orono Wor Petchpun | 16-05-2009 | 1                  |

### Bantamgewicht (-61 kg)
| Nr. | Kampioen          | Datum      | Titelverdedigingen |
| --- | ----------------- | ---------- | ------------------ |
| 1   | Sergio Wielzen    | 12-09-2010 | 1                  |
| 2   | Karim Bennoui     | 26-03-2011 | 0                  |
| 3   | Javier Hernández  | 18-06-2011 | 0                  |
| 4   | Masahiro Yamamoto | 21-07-2012 | 0                  |